# Куминьяно-суль-Навильо
Куминьяно-суль-Навильо (итал. Cumignano sul Naviglio) — коммуна в Италии, располагается в регионе Ломбардия, в провинции Кремона.
Население составляет 402 человека (2008 г.), плотность населения составляет 67 чел./км². Занимает площадь 6 км². Почтовый индекс — 26020. Телефонный код — 0374.
Покровителем коммуны почитается святой великомученик Георгий, празднование 23 апреля.

## Администрация коммуны
- Официальный сайт: